# Midnight
『midnight』（ミッドナイト）は、SONOMIのメジャー2枚目となるミニアルバムである。発売元はポニーキャニオン。

## 概要
- CDのリリースは『Everyday☆エビデー☆』以来約半年ぶりとなる。
- 『くレーベルコンピ　其の三　其の三はSONOMI』の楽曲である「FOREVER」、「キミノタメ」、「It's too late」、「You can see?Pt.2」、「緑の時」、「雨天 Remix」の6曲を再レコーディングして収録されている。
- 「midnight」はTBS系「COUNT DOWN TV」の2008年1月のオープニングテーマとして使用された。

## 収録曲
All Vocal & Chorus Arrangements BY SONOMI
1. midnight
Words:?
Music:?
2. FOREVER
Words:CUEZERO・SONOMI
Music:KREVA
3. キミノタメ 
Words:SONOMI
Music:熊井吾郎
4. It's too late feat.KREVA
Words:SONOMI・KREVA
Music:KREVA・熊井吾郎
5. You can see?Pt.2 feat.KREVA, 千晴
Words:SONOMi
Music:KREVA
6. 緑の時
Words:SONOMI
Music:熊井吾郎
7. 雨天 (Remix) 
Words:SONOMi
Music:熊井吾郎・SONOMI
8. 雪あかり 
Words:SONOMI
Music:千晴